# Sixtinská kaple
Sixtinská kaple je kaple Apoštolského paláce ve Vatikánu, zasvěcená Nanebevzetí Panny Marie. Stojí severně od Baziliky svatého Petra, s níž je spojena Královským schodištěm (Scala regia) a Královským sálem (Sala regia), pro turisty je přístupná pouze přes galerii Vatikánských muzeí. Její původní hlavní funkcí je shromáždění sboru kardinálů, kteří se zde scházejí k zvláštním jednáním, a také konají volbu papeže, konkláve. Je známá hlavně svou vnitřní výzdobou od největších renesančních umělců, včetně Michelangela, který vytvořil fresky na stropě a výjev Posledního soudu. 
Na kapli navazuje malá místnost (předsíň) zvaná Pokoj slz, kde se nově zvolený papež poprvé obléká do papežské sutany před vstupem na balkón na Svatopetrském náměstí.

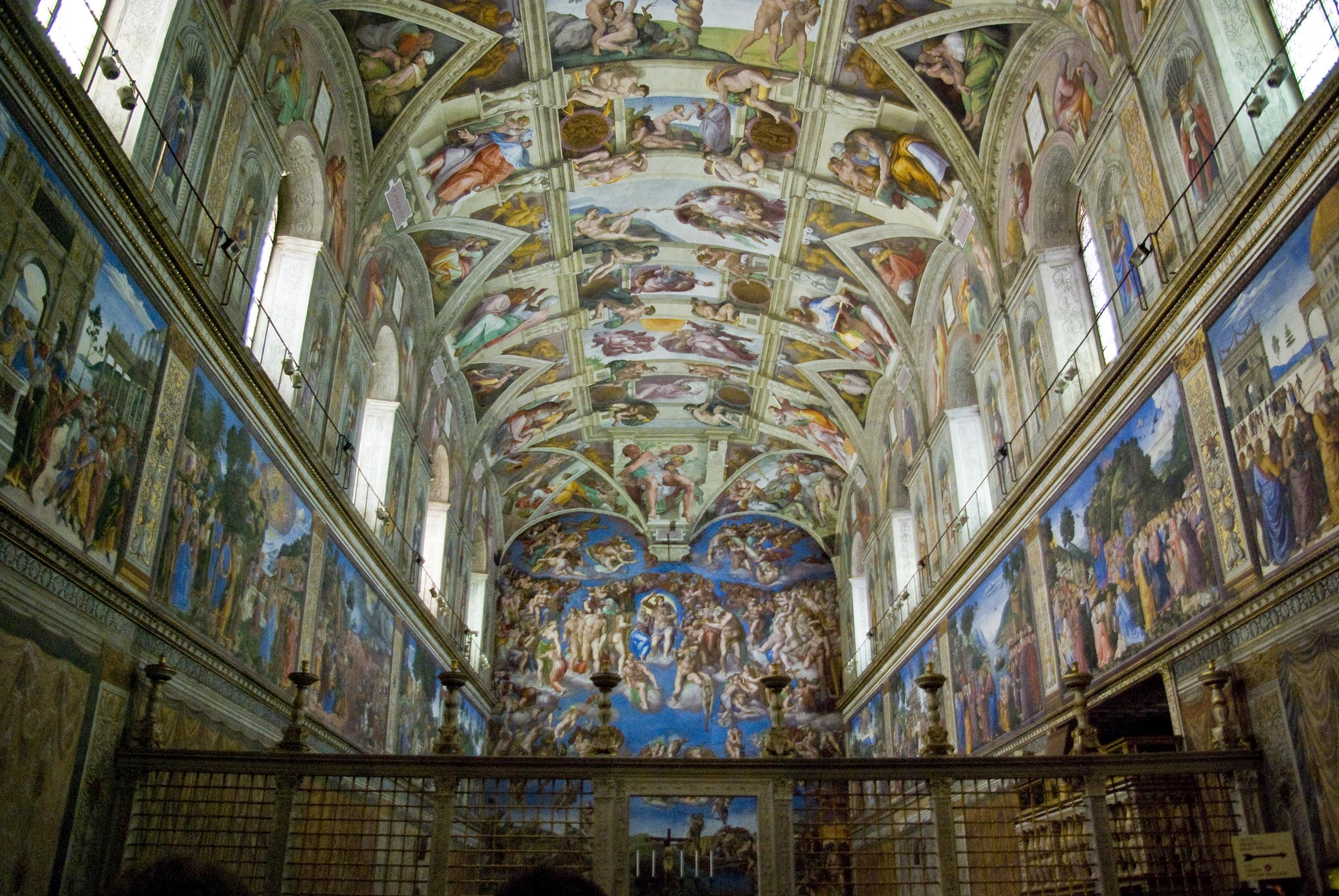
Interiér

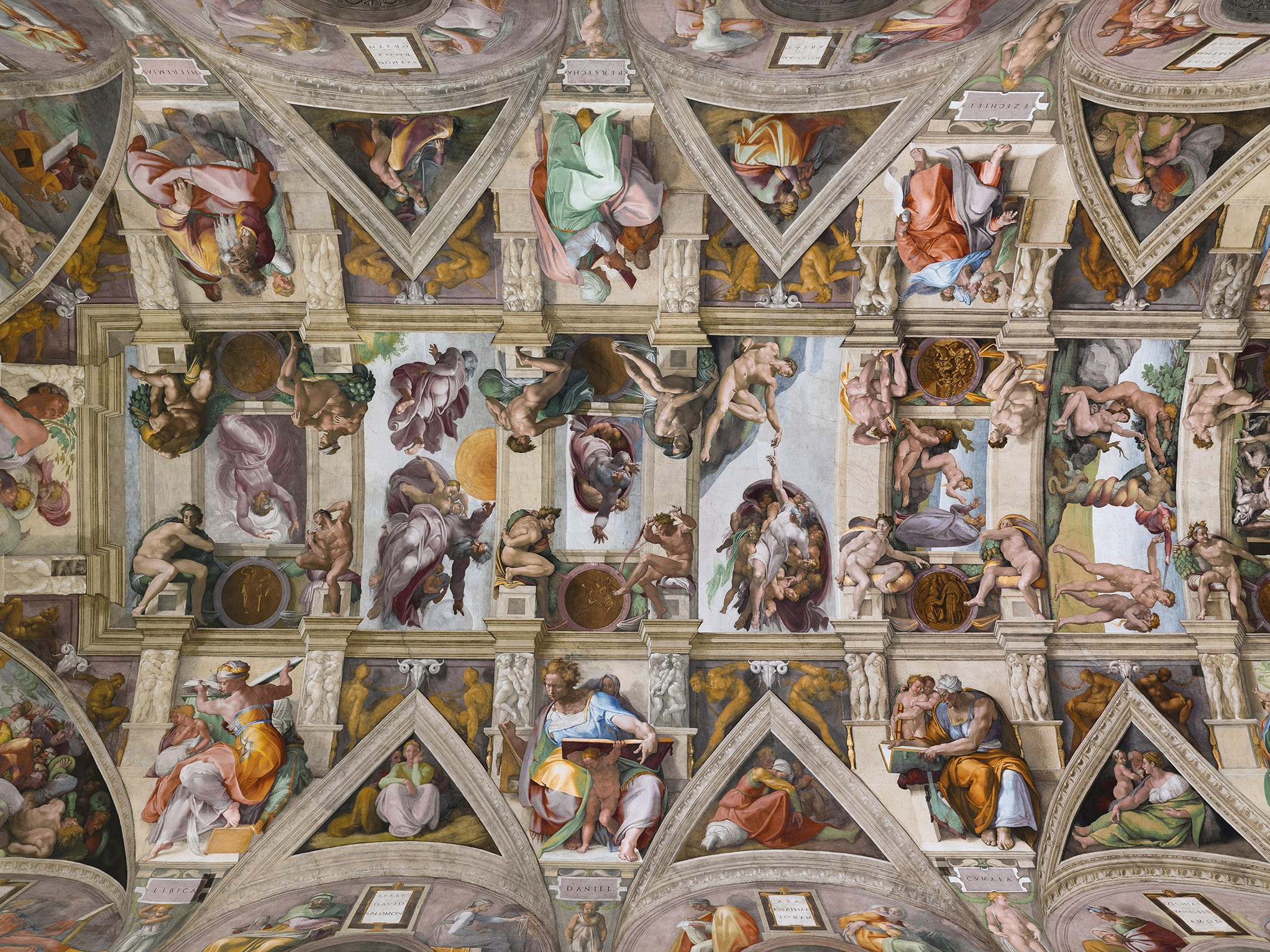
Strop Sixtinské kaple

Strop Sixtinské kaple (schéma)

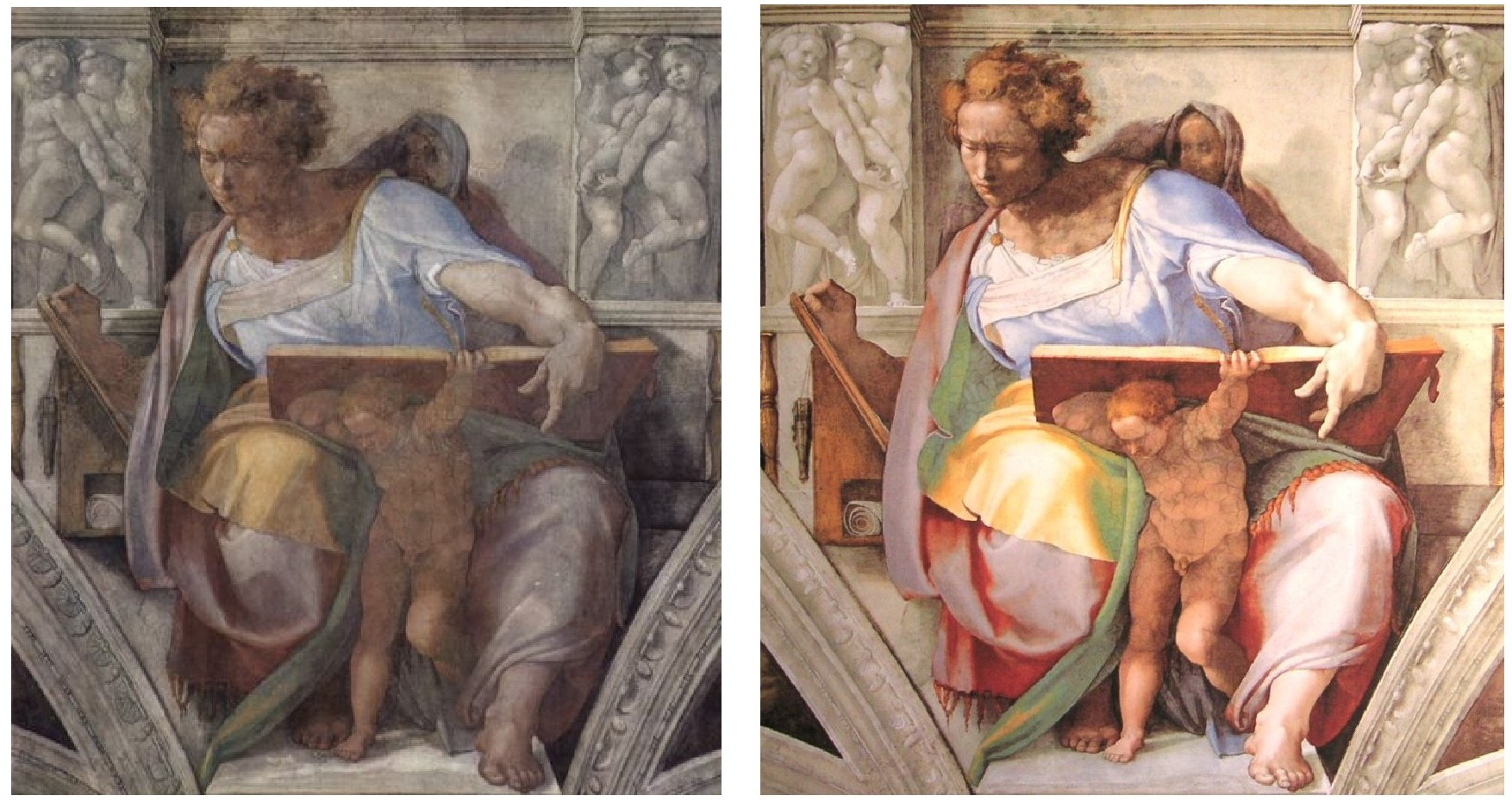
Prorok Daniel před restaurováním a po něm

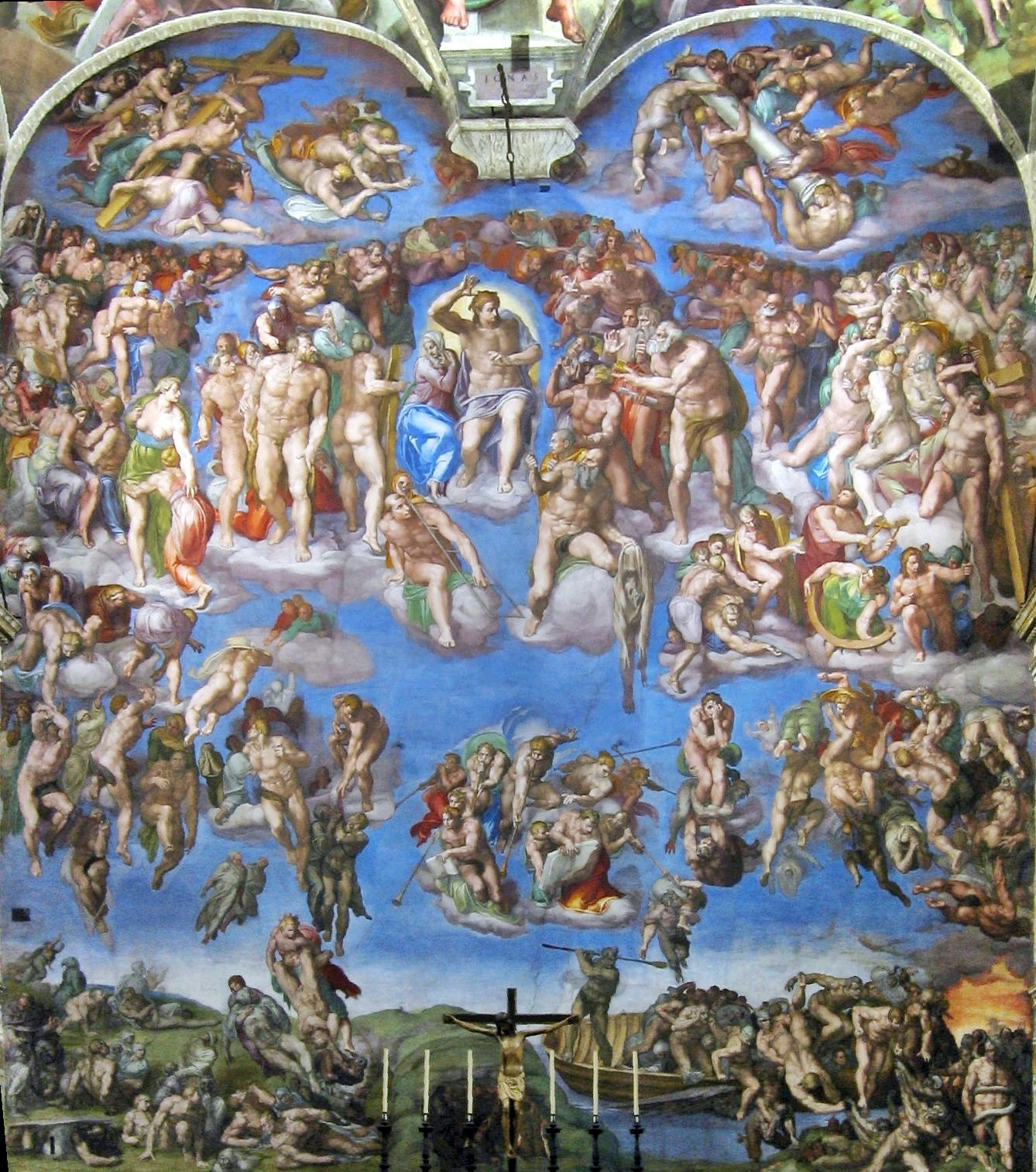
Poslední soud

## Historie
Renesanční kaple byla postavena v letech 1477–1483 na objednávku papeže Sixta IV. na místě středověké papežské kaple. Architektem byl Baccio Pontelli.

## Popis
Kaple zaujímá prostor vysokého kvádru na obdélném půdorysu o délce 40,9 metru a šířce 13,4 metru. Její výška je 20,7 metru a má jediný vchod na užší stěně. Kaple je zaklenuta stlačenou valenou klenbou s lunetami. Rozměry odpovídají rozměrům někdejšího Šalomounova chrámu v Jeruzalémě, což vyjadřuje souvislost mezi křesťanským a židovským náboženstvím, jehož je křesťanství pokračováním. Výzdoba zahrnuje čtyři stěny, s výjevy rozdělenými do tří pater, v nejvyšším patře jižní a severní stěny jsou okna s ochozem a mezi okny malované niky. Střední patro pokrývají fresky s výjevy ze Starého a Nového zákona. K malbě čelné západní stěny vyzval papež Julius II. Michelangela roku 1506, v zakázkách pokračovali jeho nástupci Pavel III. a Klement VI. až do roku 1541.

### Fresky na klenbě
Michelangelo Buonarroti zde prací strávil čtyři roky: 1508 až 1512. Na devíti klenebních polích, rozdělených iluzivními architektonickými motivy, je zachyceno devět biblických scén. Od stvoření nebe a země, přes Stvoření Adama, stvoření Evy z Adamova žebra (uprostřed), Prvotní hřích Adama a Evy, jak ochutnávají zakázané ovoce ze Stromu poznání a jejich vyhnání z Ráje. Satan je zobrazen jako had s ženským tělem. Poslední série: Noemova oběť, Potopa, Noemova archa a smrt. Ve dvanácti nikách sedí starozákonní proroci a sibyly. Z nich věštkyně Sibyla Libyjská sahá po Knize poznání. Pravděpodobně pro ni byl modelem muž, jako u většiny Michelangelových ženských postav. Výjevy lemují atletické postavy nahých jinochů, Ignudi (italsky: ignoti nudi = neznámí naháči), jejich význam není jasný..

### Fresky západní stěny: Poslední soud
K malbě čelné západní stěny bez oken roku 1506 vyzval papež Julius II. Michelangela. a zakázku papeže Pavla III. Michelangelo namaloval na zadní stěně fresku Poslední soud. Pracoval na ní sám, bez pomocníků, sedm let od roku 1536 do roku 1543. Poslední soud zobrazuje ve třech patrech: dole jsou zemřelí, jak vstávají z hrobů, zobrazení na dvou březích řeky, rozděleni na ctnostné a hříšné. Hříšné ďábel převáží na lodi do předpeklí, kde se dále dělí na zatracené a na hříšníky s možností nápravy, kteří se kají a upínají k nebi. Duše ctnostné se s pomocí andělů vznášejí vzhůru k rozhněvanému Kristu Soudci. Mezi vzlétajícími dušemi se vznáší skupina andělů, kteří troubí signál Posledního soudu. Ve středním – hlavním pásu je Kristus obklopen vyvolenými, po jeho pravici sedí Panna Marie v modrém plášti, ve věnci kolem něj to jsou apoštolové a mučedníci, podle atributů lze v popředí poznat svatého apoštola Bartoloměje (mučedník – stažen z kůže) držícího v rukou svou vlastní kůží, na niž Michelangelo namaloval svůj autoportrét, a sv. Vavřince s roštem (atribut jeho umučení). Ve vnějších sférách se vznášejí další osoby. Nejvýše ve dvou lunetách se vznášejí osoby nesoucí nástroje Kristova umučení: Kříž a sloup, u něhož byl bičován. Světci nemají svatozáře a andělům chybí křídla.
Tento námět vybral papež jako varování věřícím, aby setrvali ve víře v období reformace.
Zajímavostí je, že v době sníženého zájmu o antiku v období po Tridentském koncilu (1545-1563) a v kontextu protireformace, byly všem nahým postavám domalovány roušky.
Restaurování Michelangelových fresek
Fresky Sixtinské kaple utrpěly vodou, kouřem ze svíček i předchozími neodbornými opravami, takže se mnozí domnívali, že je Michelangelo namaloval v tlumených, temnějších barvách. V letech 1980–1994 proběhly práce, vedené vatikánskými restaurátorskými ateliéry: začaly průzkumem s použitím infračervené fotografie, pokračovaly spektrální analýzy vzorků sejmutých barevných vrstev (tzv. nábrusů), od roku 1982 restaurátoři s podporou japonské televize Nippon TV (NTV) zahájili záchranu maleb. Nejprve zajistili opadávající částečky pomocí přelepů. Povrch omyli destilovanou vodou s přesně dávkovanými rozpouštědly a pak opakovaně čistou destilovanou vodou, následně v místech trhlin v omítce použili nutné vytmelení a retuše barevných vrstev. Závěrem použili konzervační lak pro ochranu před dalším znečištěním. Tlumená barevnost postav a tmavé tóny se proměnily na původní výrazné: světlou barvu pokožky, zářivé vlasy a šaty jasných barev.

### Jižní stěna: Mojžíšův život
- Perugino: Mojžíš vyvádí Izraelity z Egypta,
- Cosimo Rosselli: Přechod přes Rudé moře
- Cosimo Rosselli: Bůh předává Mojžíšovi desky Starého zákona,
- Sandro Botticelli: Mojžíš trestá vzbouřence Koracha, Datana a Abirona
- Luca Signorelli: Mojžíšova závěť a smrt
- poslední scéna na východní stěně: Matteo da Lecce: Zápas o Mojžíšovo tělo a jeho pohřeb (původní malba Lucy Signorelliho byla r. 1522 zničena, po 60 lety nahrazena touto)

### Severní stěna: Kristův život
- Perugino: Kristův křest,
- Domenico Ghirlandaio: Povolání prvních apoštolů
- Sandro Botticelli: Ďáblovo trojí pokušení Krista
- Cosimo Rosselli:Kázání na hoře a Uzdravení malomocného
- Cosimo Rosselli: Poslední večeře
- poslední scéna na východní stěně: Hendrick van den Broeck: Zmrtvýchvstání (původní Ghirlandaiova malba byla r. 1522 zničena, po 60 lety nahrazena touto)